# Lecane dumonti
Lecane dumonti är en hjuldjursart som beskrevs av Segers 1993. Lecane dumonti ingår i släktet Lecane och familjen Lecanidae. Inga underarter finns listade i Catalogue of Life.